# Rusapeana holobrunnea
Rusapeana holobrunnea är en skalbaggsart som beskrevs av Karl Adlbauer 1995. Rusapeana holobrunnea ingår i släktet Rusapeana och familjen långhorningar.
Artens utbredningsområde är Zimbabwe. Inga underarter finns listade i Catalogue of Life.